# Franco Ambrosetti
Franco Ambrosetti (Lugano, 10 december 1941) is een Zwitserse jazzmuzikant (trompet, bugel) van de hardbop en industrieel.

## Biografie
Ambrosetti groeide op als zoon van tenorsaxofonist en fabrikant Flavio Ambrosetti. Hij kreeg klassieke pianotraining van 1952 tot 1959 en leerde vervolgens trompet spelen en later de bugel. In 1961 debuteerde hij als professioneel muzikant, vooral in de jazzclubs in Milaan. Hij leidde zijn eigen band in Zürich sinds het midden van de jaren 1960 en studeerde ook economie in Bazel.
In 1964 nam hij op met George Gruntz en met Gato Barbieri onder leiding van Giorgio Azzolini, in 1965 met de Flavio Ambrosetti All Stars met George Gruntz en Daniel Humair en in Milaan met het kwartet van Franco D'Andrea. In 1966 ontving hij de eerste prijs op het Internationaal jazzconcours in Wenen, georganiseerd door Friedrich Gulda.
In 1967 maakte hij zijn Amerikaanse debuut met de band van zijn vader, waarvan hij tot 1970 lid was, tijdens het Monterey Jazz Festival. In 1972 formeerde hij The Band met zijn vader, George Gruntz en Daniel Humair, met wie hij regelmatig optrad en die later The George Gruntz Concert Jazz Band werd.
Vanaf de jaren 1970 werkte hij met muzikanten als Phil Woods, Dexter Gordon, Cannonball Adderley, Joe Henderson, Michael Brecker, Mike Stern, Hal Galper en Kenny Clarke. Als orkestleider werkte hij met Michael Brecker, Kenny Kirkland, John Scofield, Ron Carter, Bennie Wallace, Phil Woods, Dave Holland, Kenny Barron, Victor Lewis en Seamus Blake en leidde hij een kwartet met Alfredo Golino, Antonio Faraò en Dado Moroni. Zijn zoon Gianluca Ambrosetti is sinds 1999 bij zijn bands betrokken.
Met zijn Music for Symphony & Jazz Band bracht Ambrosetti hulde aan de Third Stream. Hij componeerde ook filmmuziek, onder meer voor Die Reise van Markus Imhoof. Ambrosetti bracht hulde aan de Third Stream met zijn Music for Symphony & Jazz Band. Bovendien had Ambrosetti zijn eigen jazzshow bij de radiozender RSI uit Ticino voor meer dan dertig jaar. Van 1973 tot 2000 was hij hoofd van het familiebedrijf Ambrosetti Technologies. Hij verkocht het om zich vanaf dat moment volledig aan de muziek te wijden. Hij was ook vele jaren voorzitter van de Kamer van Koophandel en Industrie van het kanton Ticino en werkte als consultant. In 2018 ontving hij de Swiss Jazz Award.

## Discografie
- 1978: Close Encounter
- 1979: Sleeping Gypsy met Eddie Daniels, Joe Beck, George Gruntz, Barry Miles
- 1981: Heartbop
- 1983: Wings met Michael Brecker, John Clark, Daniel Humair, Kenny Kirkland, Buster Williams
- 1985: Gin & Pentatonic met Michael Brecker, Alex Brofsky, John Clark, Steve Coleman, Tommy Flanagan, Dave Holland, Daniel Humair, Howard Johnson, Kenny Kirkland, Michael Mossman, Lew Soloff, Buster Williams
- 1985: Tentets met Michael Brecker, Alex Brofsky, Steve Coleman, Tommy Flanagan, Dave Holland, Daniel Humair, Howard Johnson, Michael Mossman, Lew Soloff
- 1986: Movies met Geri Allen, Michael Formanek, Jerry Gonzalez, Daniel Humair, John Scofield
- 1988: Movies Too met Geri Allen, Michael Formanek, Daniel Humair, Greg Osby, John Scofield
- 1990: Music for Symphony & Jazz Band met Alfredo Golino, Simon Nabatov, Greg Osby, Daniel Schnyder, Ed Schuller, Vladyslav Sendecki en het NDR-Sinfonieorchester Hannover
- 1992: Live at the Blue Note met Kenny Barron, Seamus Blake, Ira Coleman, Victor Lewis
- 1998: Light Breeze met John Abercrombie, Billy Drummond, Antonio Faraò, Miroslav Vitouš
- 2001: Grazie Italia, met Enrico Rava, Gianluca Ambrosetti, Dado Moroni, e.a.
- 2003:European Legacy, met Gianluca Ambrosetti, Dado Moroni, François Moutin, Daniel Humair; Enja Records
- 2006: Liquid Gardens, met Gianluca Ambrosetti, Dado Moroni, Michael Zisman, Sébastien Boisseau, Daniel Humair; Enja Records
- 2008: The Wind met het trio van de pianist Uri Caine
- 2012: Cycladic Moods, met Gianluca Ambrosetti, Abraham Burton, Geri Allen, Heiri Känzig, Nasheet Waits; Enja Records
- 2015: After the Rain, met Greg Osby, Gianluca Ambrosetti, Dado Mononi, Buster Williams, Terri Lyne Carrington; Enja Records
- 2019: Long Waves, met John Scofield, Uri Caine, Scott Colley, Jack DeJohnette; Unit Records

## Filmografie
- 1986: Die Reise
- 1995: Abseitsfalle (Terra bruciata)
- 2006: Riviera Cocktail